# 炭川総合運動場
炭川総合運動場（タンチョンそうごううんどうじょう 韓国語:탄천종합운동장 韓国語読み:タンチョンチョンハプウンドンジャン）は、韓国の京畿道城南市盆唐区野塔洞にあるスタジアムである。「炭川スポーツコンプレックス」とも称される。

## 概要
別名城南第2総合運動場。観覧席16,146席の総合競技施設として1997年に建設が始まり、2002年4月1日に開場した。現在は韓国サッカー・Kリーグ1の城南FCがホームスタジアムとして使用している。城南FCが使用する際はホーム側ゴール裏に仮設スタンドが設置され、サッカー専用競技場同等の近さで観戦が出来るようになっている。
スタジアムの他に市民が利用可能な多目的体育館、スポーツジム、テニス場などの施設もある。
収容人数などの点で規模が小さかったため、2002年のワールドカップの開催スタジアムに立候補しなかった。2009年、スタンド全周に屋根を設置した。

## 交通
- ●韓国鉄道公社盆唐線野塔駅から徒歩10分。

## 施設画像

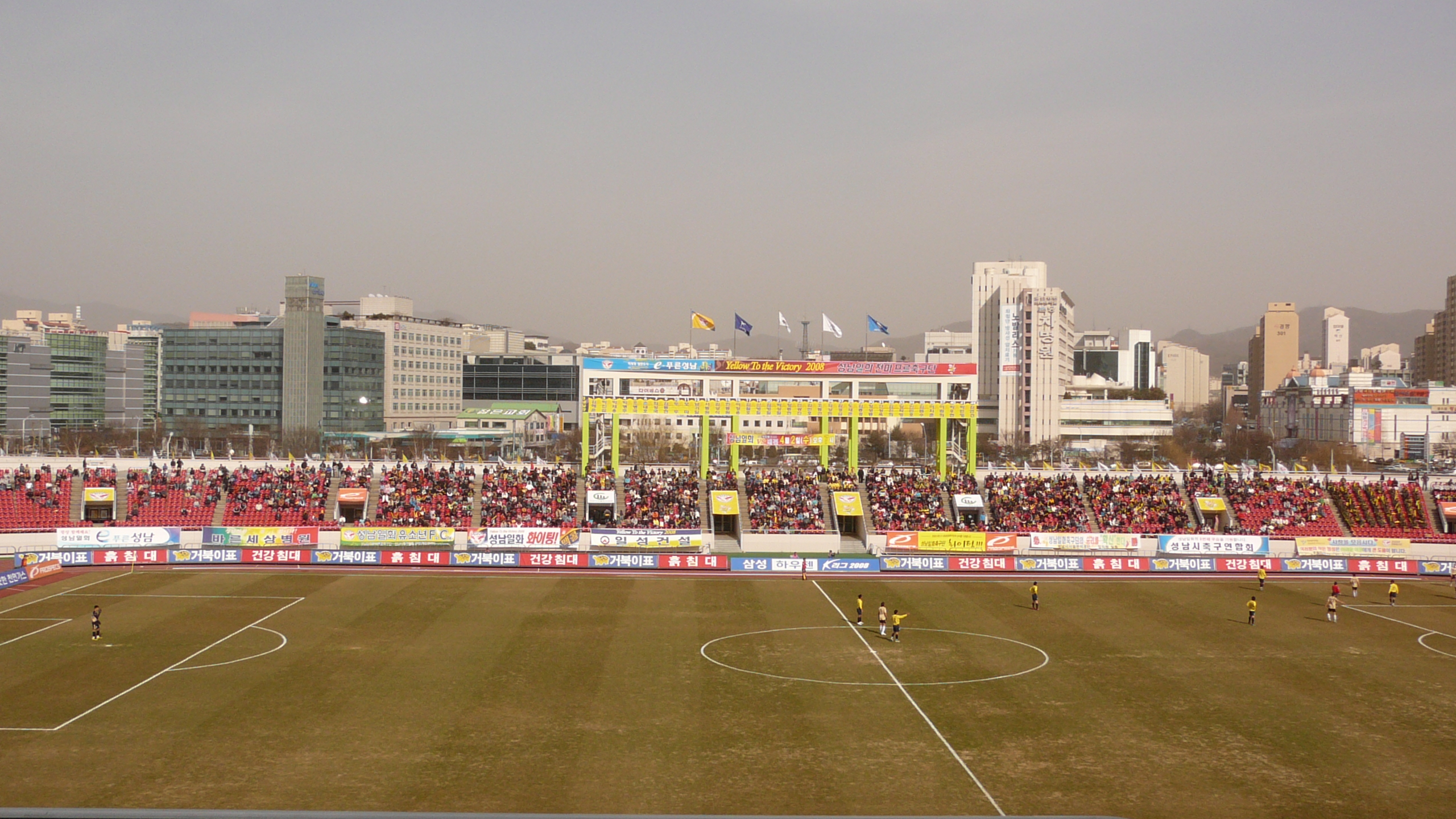
改装前のスタジアム
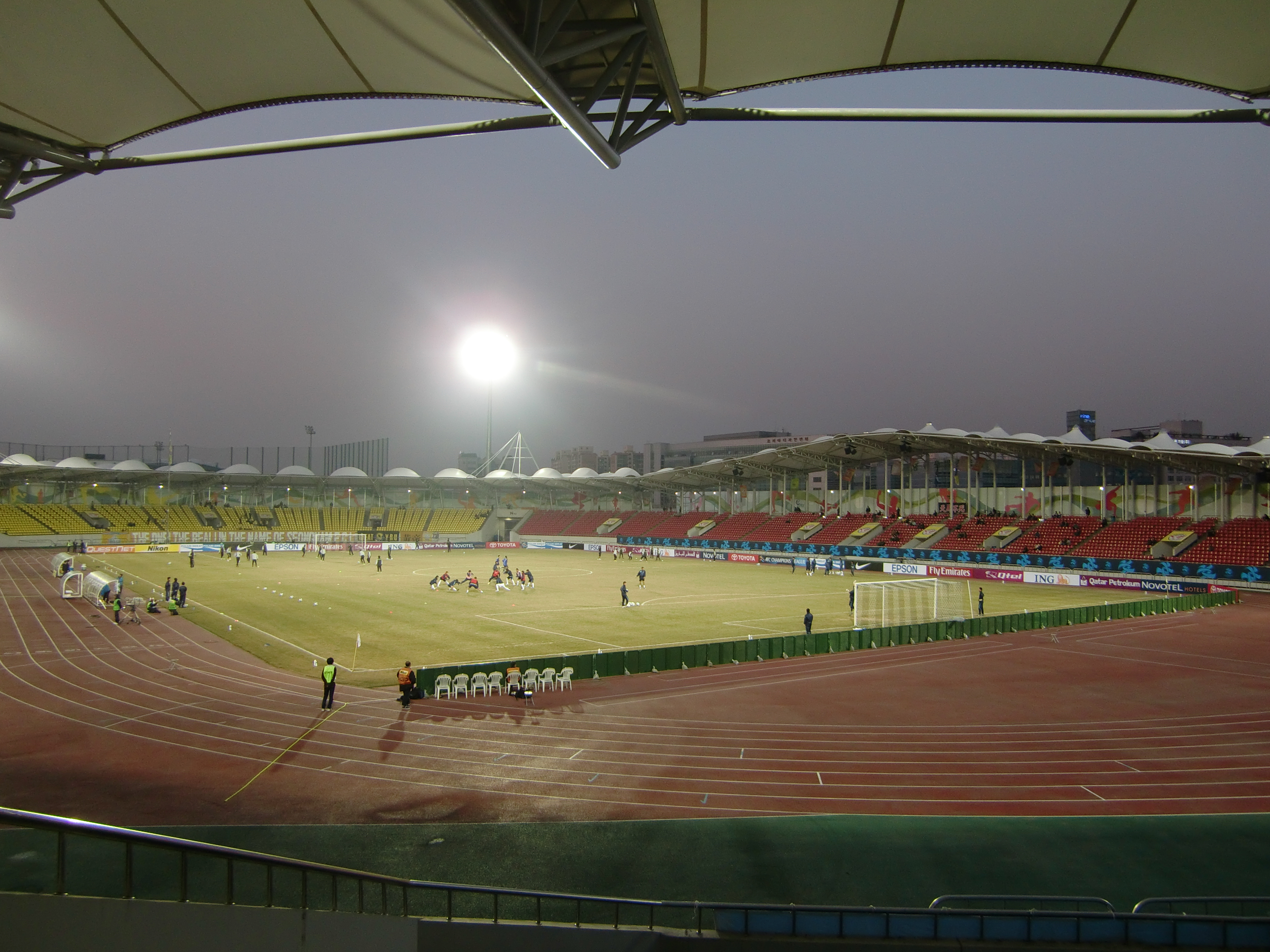
バックスタンド
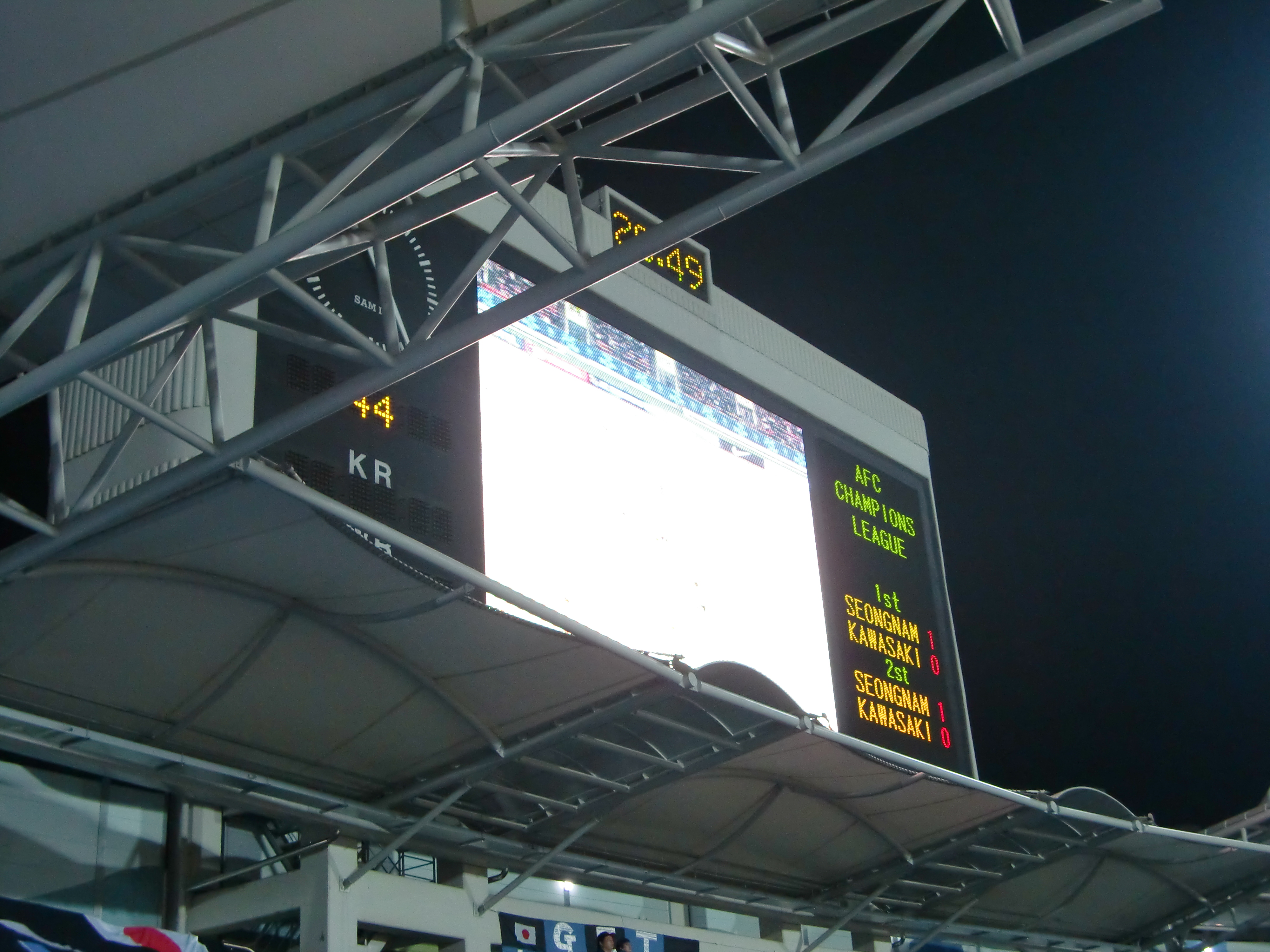
大型映像表示装置